# 喬爾·金·布斯特
喬爾·亞歷山大·金·布斯特（英語：Joel Alexander Kim Booster，1988年2月29日—）是一名韓裔美國喜劇演員、男演員、編劇、執行製作人，知名作品包括《熱戀彩虹島》等。原名金俊珉（韓語：김준민），幼時被領養至美國，自幼在普蘭菲爾德成長。

## 早年生活與教育
金俊珉出生於大韓民國濟州島，後來透過國際收養系統被領養至美國普蘭菲爾德，於信奉福音主義的保守白人家庭「布斯特」中成長。喬爾在家自學直到高三，期間只和基督徒青年團往來；16歲開始在公立學校就學後，才和非教徒人士頻繁來往。
喬爾自幼即知自己是名同性戀者，但他一直守著性向秘密。17歲時，喬爾的父母從喬爾的日記中，發現喬爾的性向。由於家庭關係變得緊張，喬爾決定獨立，在各個朋友家之間展開沙發衝浪。最終，喬爾和在合唱團認識的一名女孩及其家人同住，除了成為摯友，那一家人也協助喬爾考上大學。
喬爾於密利克大學主修劇場戲劇、取得學士學位，並在此期間開始修補與養父母的關係。

## 職涯
喬爾自大學畢業後，搬往芝加哥，在劇場從事演員工作、撰寫劇目等。喬爾嘗試為一些非棟篤笑的節目作開場表演，但他起初難以融入喜劇圈，因此轉跳單口喜劇事業並不順利。喬爾聽從貝絲·史特琳的建議，以自身經歷作為撰寫喜劇段子的靈感。
2014年，喬爾為追尋單口喜劇夢而搬往紐約；2016年6月，喬爾在《柯南秀》上，表演他的深夜單口喜劇處女秀；2017年，《喜劇中心喜劇獻映》製作了由喬爾演出的單集特輯。除了表演單口喜劇外，喬爾也為《比利街頭秀》等節目撰寫腳本，另推出了以「LGBT社群裡的歧視」、「在白人社群中成長的亞裔」、「反叛亞裔美國人刻板印象」為題材的單口喜劇專輯《模範少數民族》（Model Minority）。
2019年，喬爾在NBC《向陽美國夢》擔綱主要演員，客串演出Hulu《女大當自強》、TBS《搜尋死黨》等劇；在Netflix《青春無密語》、喜劇中心《大哥大姐沒出息》等節目擔綱編劇與製作人；與帕蒂·哈里森共同主持了喜劇中心的節目《Unsend》；在全國廣播電台的節目《等等⋯⋯別告訴我！》中擔任常規來賓；並與米卓拉·朱哈里共同在Earwolf開設名為《緊急護理》（Urgent Care with Joel Kim Booster + Mitra Jouhari）的播客節目。
2022年，喬爾以《傲慢與偏見》為靈感，自編自演Hulu的原創電影《熱戀彩虹島》。該片獲得影評人的好評，也是少數由亞裔主演的主流同志電影，卡司包括楊伯文、柯纳德·里嘉摩拉、趙牡丹等。同年，Netflix推出了脫口秀特輯《喬爾·金·布斯特：性心理》（Joel Kim Booster: Psychosexual），同樣獲得影評的好評。

## 個人生活
喬爾經常在單口喜劇表演中，公開分享他身為同志的經歷。2020年，他在個人Twitter上，公開自己患有雙相情緒障礙症。

## 作品

### 電視
| 年度       | 作品                                | 編劇 | 製作       | 角色           | 備註                  |
| ---------- | ----------------------------------- | ---- | ---------- | -------------- | --------------------- |
| 2013-14    | 坎·卡戴珊                           | 1集  | 否         | 喬爾           | 網路短劇；演出（3集） |
| 2013-14    | Funemployed                         | 否   | 否         | 查理／背景舞者 | 網路劇；演出（6集）   |
| 2016-17    | 柯南秀                              | 否   | 否         | 自己           | 單口喜劇橋段          |
| 2016       | 分手後                              | 否   | 否         | 葛瑞格         | 客串（1集）           |
| 2017       | 喜劇中心喜劇獻映                    | 否   | 否         | 自己           | 單口喜劇              |
| 2019       | 大哥大姐沒出息                      | 1集  | 共同製作人 | 否             | [ 23 ]                |
| 2019       | 芙蘭雀絲卡秀（Franchesca and Show） | 否   | 否         | 艾瑞克         | 客串（1集）           |
| 2019       | 棄兒（Moonface；왕따）              | 否   | 否         | 保羅           | 播客系列              |
| 2019       | 你不是怪物                          | 否   | 否         | 歌劇魅影       | 配音（1集）           |
| 2019       | 馬男波傑克                          | 否   | 否         | 莫德的男友     | 配音（1集）           |
| 2019       | 向陽美國夢                          | 否   | 否         | 俊昊           | 主演（11集）          |
| 2019-20    | 女大當自強                          | 否   | 否         | 東尼           | 常設（3集）           |
| 2019-21    | 青春無密語                          | 否   | 顧問製作   | 查爾斯·盧      | 配音（5集）           |
| 2020       | 搜尋死黨                            | 否   | 否         | 彼德           | 常設（2集）           |
| 2021       | 愛卡莉                              | 否   | 否         | 艾力札維爾     | 客串（1集）           |
| 2021       | 靈騷強森                            | 否   | 否         | 阿奇           | 播客系列              |
| 2021       | 開心漢堡店                          | 否   | 否         | 人生教練丹恩   | 配音（1集）           |
| 2021       | 人生如戲                            | 否   | 否         | Hulu高層#1     | 客串（1集）           |
| 2021       | 聖誕老人公司                        | 否   | 否         | 叮噹吉米       | 配音（8集）           |
| 2022       | 特工老爹                            | 否   | 否         | 多名角色       | 配音（2集）           |
| 2022       | 喬爾·金·布斯特：性心理              | 是   | 執行製作   | 自己           | 脫口秀                |
| 2022－現在 | 錢錢錢錢                            | 否   | 否         | 尼可拉斯       | 主演（10集）          |
| 2022       | 笑匠站出來：LGBTQ+慶祝派對          | 否   | 否         | 自己           | 脫口秀                |
| 2022       | 名人危機！                          | 否   | 否         | 自己           | 參賽者（1集）         |
| 2022       | 大美烘焙秀：名人佳節特輯            | 否   | 否         | 自己           | 參賽者                |
| 2022       | 中央公園                            | 否   | 否         |                | 配音                  |

### 電影
| 年度 | 作品       | 編劇 | 製作 | 角色     | 備註   |
| ---- | ---------- | ---- | ---- | -------- | ------ |
| 2018 | 大囍當頭   | 否   | 否   | 飛機乘客 |        |
| 2018 | 禿鷹俱樂部 | 否   | 否   | 羅比     | [ 24 ] |
| 2022 | 拔掉插頭   | 否   | 否   | 菲爾     |        |
| 2022 | 熱戀彩虹島 | 是   | 監製 | 諾亞     | [ 16 ] |

### 專輯
- 2017年：《模範少數民族》（Model Minority）[8]

## 榮譽與獎項
2017年，Vulture將喬爾列入「20名應該或將會知曉的喜劇演員」之一。2018年，喬爾被《綜藝雜誌》列為年度十大值得關注的喜劇演員之一，並被《福布斯》列入年度30名30歲以下的好萊塢及娛樂類名人之一。
| 年度 | 頒獎典禮             | 獎項                               | 作品           | 結果 | 參            |
| ---- | -------------------- | ---------------------------------- | -------------- | ---- | ------------- |
| 2022 | 道林獎               | 懷爾德獎                           | 不適用         | 提名 | [ 37 ]        |
| 2022 | 第32屆哥譚獎         | 整體演出貢獻獎                     | 《熱戀彩虹島》 | 獲獎 | [ 38 ] [ 39 ] |
| 2023 | 第38屆獨立精神獎     | 最佳首部劇本                       | 《熱戀彩虹島》 | 提名 | [ 40 ] [ 41 ] |
| 2023 | 第75屆黃金時段艾美獎 | 有限、選集劇集或電視電影類最佳編劇 | 《熱戀彩虹島》 | 待定 | [ 42 ]        |

## 外部連結
- 喬爾·金·布斯特在互联网电影资料库（IMDb）上的資料（英文）
- 喬爾·金·布斯特的Instagram帳戶